# BQ-2飛行炸彈
Fleetwings BQ-2是一款由Fleetwings研發的早期消耗性無人航空載具，當時稱之為“突擊無人機”。該機型只建造了一架原型機，隨後因為維修成本太高，很快就被取消了。

## 發展

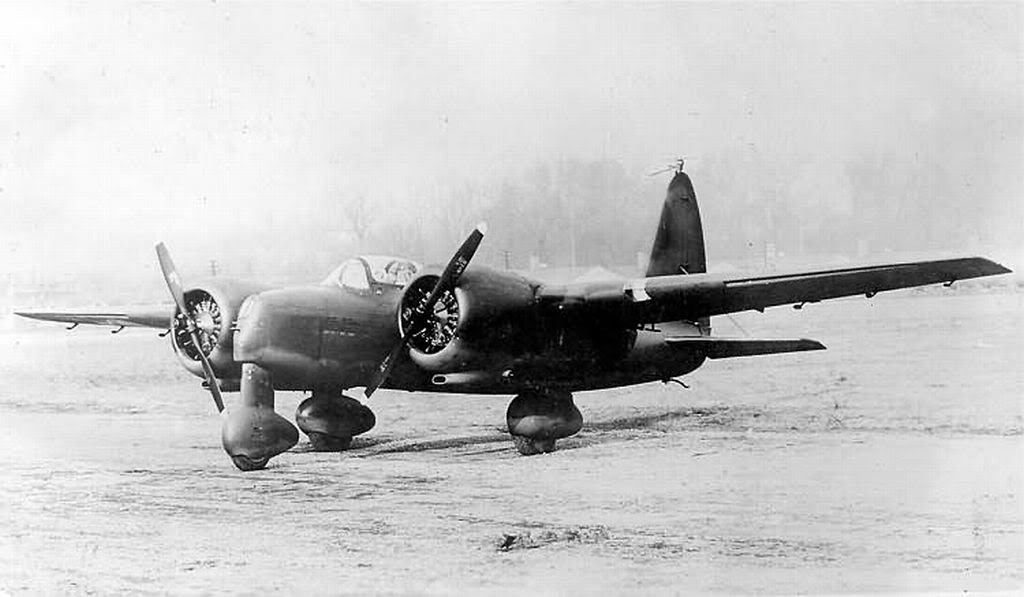
XBQ-2A

BQ-2的開發始於1942年7月10日，該計畫是在當年3月啟動的"空中魚雷(aerial torpedoes)"（攜帶內置炸藥的無人機）開發計畫下開始的。陸軍航空軍隨後與Fleetwings簽約建造一架XBQ-2。
BQ-2採用兩具兩具萊康明XO-435水平對置活塞發動機，並配備固定式三輪起落架；,該起落架可拋棄，以獲得更好的空氣動力學性能。
BQ-2可以選擇有人駕駛和無人駕駛兩個模式。駕駛模式用於測試飛行，而作戰時則會將整流罩覆蓋著駕駛艙。 BQ-2預計能攜帶2,000磅（910公斤）彈頭，並能以225英里/小時（362公里/小時）的速度飛行1,717英里（2,763公里）。
在完工之前，XBQ-2的發動機改成萊康明R-680星形發動機，並重新命名為XBQ-2A。
在使用PQ-12靶機進行基於電視指令誘導的試驗後，XBQ-2A於1943年中期首飛；經過飛行試驗後，由於認為該設計於實戰時消耗成本過於高昂，因此該計劃於當年12月取消。